# Ishaq Abdulrazak
Ishaq Abdulrazak (Kaduna, 5 maggio 2002) è un calciatore nigeriano, centrocampista o attaccante dell'IFK Värnamo.

## Caratteristiche tecniche
Giocatore molto versatile, può agire da trequartista oppure da ala in entrambe le fasce; molto rapido ed abile nell'uno contro uno, predilige partire da lontano grazie alle sue accelerazioni palla al piede.

## Carriera
Cresciuto nella Unity Academy di Kaduna, l'8 maggio 2020 viene acquistato a titolo definitivo dall'IFK Norrköping; debutta in prima squadra il 17 giugno seguente in occasione dell'incontro di Allsvenskan vinto 4-1 contro l'AIK mentre un mese più tardi, il 19 luglio, trova la sua prima rete nella trasferta persa 4-2 contro il Sirius.

## Statistiche
Statistiche aggiornate all'11 luglio 2021.

### Presenze e reti nei club
| Stagione        | Squadra         | Campionato      | Campionato | Campionato | Coppe nazionali | Coppe nazionali | Coppe nazionali | Coppe continentali | Coppe continentali | Coppe continentali | Altre coppe | Altre coppe | Altre coppe | Totale | Totale | Totale |
| Stagione        | Squadra         | Comp            | Pres       | Reti       | Comp            | Pres            | Reti            | Comp               | Pres               | Reti               | Comp        | Pres        | Reti        | Pres   | Reti   |        |
| --------------- | --------------- | --------------- | ---------- | ---------- | --------------- | --------------- | --------------- | ------------------ | ------------------ | ------------------ | ----------- | ----------- | ----------- | ------ | ------ | ------ |
| 2020            | IFK Norrköping  | A               | 15         | 2          | CS              | 5               | 0               |                    | -                  | -                  |             | -           | -           | 20     | 2      |        |
| 2021            | IFK Norrköping  | A               | 10         | 0          | CS              | 0               | 0               |                    | -                  | -                  |             | -           | -           | 10     | 0      |        |
| Totale carriera | Totale carriera | Totale carriera | 25         | 2          |                 | 5               | 0               |                    | -                  | -                  |             | -           | -           | 30     | 2      |        |